# Genobaudes
Genobaudes was een Frankische leider. In de Decem Libri historiae van Gregorius van Tours, die voor zijn vroege geschiedens sterk leunde op het nu verloren werk van Sulpicius Alexander werd hij "dux" (hertog) genoemd. Hij viel het Romeinse Rijk binnen in het jaar 388.
Volgens het overgeleverde verslag viel Genobaudes samen met Marcomer en Sunno de Romeinse provincies Germania en Belgica binnen. Ze braken door de limes, doodden veel mensen, vernietigden de meest vruchtbare landbouwgronden en zorgden voor paniek in de stad Colonia Claudia Ara Agrippinensium, nu Cologne. Na deze inval trok de hoofdmacht van de Franken terug over de Rijn met hun buit. Een deel van de Franken, vermoedelijk aangevoerd door Genobaudes bleven achter in een  van Belgische bossen. Toen de Romeinse generaals Nanninus en Quintinus het nieuws hoorden in Trier, vielen ze de overgebleven Frankische troepen aan en doodden velen van hen. Historici vermoeden dat Genobaudes dit zelfde lot onderging, omdat bij de onderhandelingen die later met de gevoerd werden, Marcomer en Sunno wel, maar  Genobaudes' naam niet werd genoemd.  
Een verband met de 3e-eeuwse Frankische leider Gennobaudes, is mogelijk, maar is niet bewezen.